# Fumikazu Nakagawa
Fumikazu Nakagawa (中川文一?, Nakagawa Fumikazu; Kyoto, 6 ottobre 1947) è un allenatore di pallacanestro giapponese.

## Carriera
Ha guidato il Giappone ai Giochi olimpici di Atlanta 1996 e a quattro edizioni dei Campionati mondiali (1990, 1994, 1998, 2010).